# Bobby Parker (calciatore 1952)
Bobby Parker, diminutivo di Robert Parker (Coventry, 11 novembre 1952) è un ex calciatore inglese, di ruolo difensore.

## Caratteristiche tecniche
Era un difensore centrale.

## Carriera
Parker esordisce tra i professionisti all'età di 18 anni con il Coventry City, club della sua città natale, con cui trascorre quattro stagioni nella prima divisione inglese per un totale di 80 presenze. Successivamente nel 1974 si trasferisce al Carlisle Utd, club neopromosso per la prima volta nella sua storia in prima divisione, con cui nella stagione 1974-1975 retrocede subito in seconda divisione, categoria in cui poi gioca nel biennio 1975-1977, fino all'arrivo di una nuova retrocessione, questa volta in terza divisione, categoria nella quale gioca fino al 1982, quando arriva una nuova promozione in seconda divisione, categoria in cui gioca fino al 1984, anno in cui dopo 375 presenze e 6 reti in incontri di campionato lascia il Carlisle United per trasferirsi in Scozia al Queen of the South, club in cui gioca per un biennio (conquistando anche una promozione nella prima divisione scozzese) per poi nel 1986, all'età di 34 anni, ritirarsi.